# CCTV-1
CCTV-1 is de eerste en oudste zender van de Chinese staatstelevisie CCTV. De zender maakt verschillende programma's, ze houden zich niet specifiek met één onderwerp bezig. De zender begon op 2 september 1958 met uitzenden. De zender heette vroeger Chinese Centrale televisie nieuws- en hoofdzender 中国中央电视台新闻综合频道. De zender is ook in HD beschikbaar.

## Televisieprogramma's
- Xinwen lianbo 新闻联播
- Xingyun 52 幸运52
- Tong yi shou ge 同一首歌
- Kaixin ci dian 开心辞典
- Dajia 大家
- Yishu rensheng 艺术人生
- Xinwen tiaocha 新闻调查
- Tong le wuzhou 同乐五洲
- Yin hua shishang 音画时尚
- Waiguo wenyi 外国文艺